# ژرژ تاپی
ژرژ تاپی (فرانسوی: Georges Tapie‎; ۱۹ فوریهٔ ۱۹۱۰ – ۲ ژانویهٔ ۱۹۶۴) قایقران روئینگ اهل فرانسه بود.